# John Doe (pseudonim)
John Doe – pseudonim niezidentyfikowanej osoby lub grupy osób, która w 2015 roku była źródłem ujawnienia poufnych dokumentów z rajów podatkowych z kancelarii podatkowej i prawnej „Mossack Fonseca”, działającej w Panamie.
Informacje, które na wiosnę 2016 roku otrzymał niemiecki dziennik „Süddeutsche Zeitung”, ujawniały aktywa elit politycznych, prominentnych urzędników oraz ich współpracowników zyskały nieformalną nazwę „Panama Papers”. Przyjęte przez informatora fikcyjne imię i nazwisko John Doe nawiązuje bezpośrednio do oznaczenia używanego w Stanach Zjednoczonych dla określenia mężczyzny o niezidentyfikowanej lub ukrytej tożsamości. W maju 2016, w miesiąc po opublikowaniu przez „Süddeutsche Zeitung” wyników niemal rocznego śledztwa dziennikarskiego, informator opublikował swój „manifest”. W deklaracji tej zapewnia, że nie pracował dla żadnego rządu czy agencji wywiadu, piętnuje panującą erozję standardów etycznych i wzywa rządy mocarstw światowych, by zapewniły ochronę prawną dla osób ujawniających tego typu nieprawidłowości. Bastian Obermayer, szef działu śledczego niemieckiego dziennika potwierdził, iż manifest pochodzi z tego samego źródła co wcześniejsze informacje.